# 成田春人
成田 春人（なりた はると、1908年3月31日 - 1992年3月17日）は、日本の建築家。宮城県仙台市出身。1950年に国鉄施設局建築課長となり、鉄道建築の総締めの地位につく。
国鉄の建物の多くは木造であり、成田は建築物の不燃化に取りくみ、「不燃化の成田さん」として知られた。

## 略歴
- 1931年 - 東京帝国大学工学部建築学科を卒業し外務省文化事業部。
- 1933年 - 東京帝国大学営繕課。
- 1938年 - 陸軍航空本部技師。
- 1945年 - 運輸省入省。
- 1946年 - 東京鉄道局営繕課長。
- 1950年 - 日本国有鉄道施設局建築課長。
- 1952年 - 日本建築学会総務理事。
- 1957年 - 東京建築研究所所長。
- 1961年 - 東京建築研究所が普通法人化し、社長に。
- 1962年 - 工学博士。
- 1970年 - 日本建築学会財務運営委員会委員長。東京理科大学講師。
- 1976年 - 鉄道建築協会会長。
- 1979年 - 勲四等瑞宝章受章[2]。
- 1982年 - 東京建築研究所会長。
- 1988年 - 東京建築研究所相談役。

## エピソード
終戦直後の1945年10月、伊藤滋鉄道省建築課長から「鉄道に来てくれるような良い建築技師が軍にいないだろうかと相談を受けた」のちに同僚となる太田和夫は成田春人を陸軍航空本部に訪ねた。成田は同僚の井上英彦と高山馨を誘うことを約束し、同年12月に3人が鉄道省に入ることになったという。
井上英彦によると木造の格納庫建築のために木造大張間構造の実現が求められ、陸軍航空本部では木材の接合部の処理を釘とジベルの2つとし、釘は高山馨、ジベルは成田が中心となって担当することとなり、いずれの工法も成功して鋼材の節約に貢献したという。